# Belaja (vattendrag i Belarus, lat 53,35, long 29,92)
Belaja (ryska: Белая) är ett vattendrag i Belarus. Det ligger i den centrala delen av landet, 170 kilometer öster om huvudstaden Minsk.
Omgivningarna runt Belaja är en mosaik av jordbruksmark och naturlig växtlighet. Runt Belaja är det ganska glesbefolkat, med 32 invånare per kvadratkilometer.